# Material Girl
A Material Girl című dal az amerikai énekesnő-dalszerző Madonna 1985. január 23-án megjelent második kislemeze második, Like a Virgin című stúdióalbumáról, a Sire Records kiadó gondozásában. A dalt Peter Brown és Robert Rans írták. A producer Nile Rodgers volt. A dal szerepel egy kissé remixelt formában az 1990-es The Immaculate Collection, valamint a 2009-es Celebration című válogatáslemezeken is. Madonna elmondta, hogy a dal koncepciója akkori életét jellemzi, és tetszett neki, mert úgy gondolta, hogy provokatív.
A dal szintetizátoros, és robot hangzással bír, mely ismétli önmagát. A dalszövegek materializmussal azonosak, amikor Madonna gazdag életet akar, és nem romantikát és kapcsolatokat. A kortárs kritikusok gyakran azonpsították a "Material Girl" és a Like a Virgin dalokat hasonlósága miatt, és mely ikonná változtatta. A "Material Girl" sikeres volt Ausztráliában, Belgiumban, Kanadában, Írországban, Japánban, és az Egyesült Királyságban is, ahol 5. helyezést ért el. Az amerikai Billboard Hot 100-as listán a 2. helyezés lett és a harmadik Top 5-ös  slágere volt.
A dal videoklipjének inspirációja Marilyn Monroe "Diamonds Are a Girl's Best Friend" című dala volt, mely az 1953-as Gentleman Prefer Blondes című filmben hangzott el. Az utánzott jelenetekben Madonnát megpróbálják megnyerni ajándékokkal, ékszerekkel, pénzzel, azonban ő nem volt lenyűgözve ettől. A dalt a legtöbb világturnén előadta az énekesnő,  utánozva a dal videóklipjét.
A dalt több művész is feldolgozta, köztük Britney Spears, Hilary és Haylie Duff. A 2001-es Moulin Rouge! című filmben, és a Bridges Jones: The Edge of Reason, és Material Girls című filmekben is elhangzik a dal. Madonna gyakran megjegyezte, hogy sajnálja a "Material Girl" felvételét, mert mainstream média becenévvé vált. A dal befolyást gyakorolt a nőkre, és vita tárgyát képezte.

## Előzmények
A "Material Girl'-t Peter Brown és Robert Rans írta. Nile Rodgers volt a producer. Madonna 1986-ban a Company magazinnak elmondta, hogy bár nem ő írta a dalt, a jelentése, és fogalma az adott időszakban fennálló helyzetére vonatkozott. Kijelentette: "Nagyon karrier-orientált vagyok". Olyan emberek iránti vonzódás ez, akik ambiciózusak is, mint például a "Material Girl" című dalban. Olyan férfiak vonzzák őket, akik gazdagok, mert fizetik a bérleti díjakat, és szőrmét vásárolnak. Ez az anyagi biztonság többet jelent az érzelmeknél. A Rolling Stone 2009-es interjúja során Madonna elmondta, hogy miután meghallotta a "Like a Virgin" és "Material Girl" demóit, nagyon tetszett neki, mert ironikusak és provokatívak voltak, ugyanakkor nem hasonlítottak egymásra.

## Összetétel
A "Material Girl" szintetizátoros hangokból áll, egy erős ütemmel. A dalban lévő robotszerű hangot Frank Simms énekli, és megismétli a "Living in a material world" című szöveget. A Musicnotes.com általi dalszövege szerint a dal 120 BPM / perc ütemmel szól, mely C-dúr kulccsal indul. Madonna hangja C 4 és C 5 -ig terjed. A dal akkordjának alapja F – G – Em – Am – FGC míg a verse C mixolydian módra épül fel, swing szerű hangulatot adva. A dal bassline alapja a posztdiszkó stílusa miatt emlékeztet a The Jacksons "Can You Feel It"  című dalára, mely az 1980-as Triumph című albumon található. A dalban lévő strófák pedig Melissa Manchester 1982-es "You Should Hear How She Talks About You" című dalára hasonlítanak.
A dalszöveg arról szól, hogy Madonna pénzt, jó ruhákat, és tökéletes életet kapna férfiaktól, azonban ő ellenáll ezeknek a materialista dolgoknak. A dal az 1960-as The Miracles nevű együttes "Shop Around" című dalára hivatkozik. A dalszövegek a kapitalizmust, mint árucikkeket ábrázolják, a romantika pedig a kereskedelem szinonimájává válik. A cím egy poliszémia, mely jelen van a dalszövegben. Ezáltal Madonna a legelismertebb nő lett.

## Kritikák
A dal 1985. január 23-i megjelenése után a dal, mint a Like a Virgin második kislemezeként vegyes értékelést kapott a zenekritikusoktól. Rikky Rooksby a The Complete Guide to the Music of Madonna című könyvében összehasonlította a dalt Cyndi Lauper dalával, mert Madonna hangja ugyanolyan csípős volt Reagan / Thatcher korszakában. Ez azt mutatta, hogy a popzene és az irónia nem keverednek egymással. Stephen Thomas Erlewine az AllMusic kritikusa szerint a "Material Girl" az egyik dal, mely Madonnát ikonná tette. A másik pedig a "Like a Virgin" című, ugyanarról az albumról. Hozzátette, hogy mindkét dal elhomályosítja a többi dalt a lemezen, mert ezek tökéletesen illeszkednek a témához és a hanghoz. Debby Miller a Rolling Stone újságtól úgy gondolta, hogy a dal Madonnát praktikusabb lányként ábrázolja, mint a korábbi énekeseknél. Dave Karger az Entertainment Weeklytől az 1995-ös újrahallgatáskor az dalról azt mondta, hogy kissé ismétlődő és éretlen a jelenlegi helyzethez képest. Jim Farber pedig azt mondta, hogy a dal a kritikusok számára lehetővé teszi Madonna munkájának kritikáját. Sal Cinquemani a Slant Magazintól azt mondta, hogy Madonna meghatározó volt a különböző nemzedékek számára, olyan slágerekkel mint például a "Material Girl".Alfred Soto a Stylus Magazintól összehasonlította a dalt a Wham "Everything She Wants" című dalával.  Michael Paoletta a Billboard magazintól azt mondta a dalról, hogy megtartotta dance-rock lendületét mind a mai napig. 2003-ban a Q magazin szavazást tartott a Madonna rajongók körében, ahol arra kérték a rajongókat, hogy szavazzák meg minden idők legjobb 20 Madonna kislemezét. A "Material Girl" a 15. helyezést érte el.

## Slágerlistás helyezések
A dal a Billboard Hot 100-as listán debütált a 1985. február 9-i héten a 43. helyen, amikor a Like a Virgin kiesett az első tíz helyezett közül.  A kislemez gyorsan felkerült a Hot 100-as listára, és 13 helyet ugrott az 5. helyre a március 9-i héten, majd két hétig volt második helyezett. Az első helyen a REO Speedwagon "Can't Fight This"  és Phil Collins "One More Night" című dalok voltak az első helyezettek.  A héten amikor a dal a harmadik helyre került, a közelgő "Crazy for You" című kislemez elérte a 4. helyet, így Madonnának két Top 5-ös dala volt slágerlistás egyidejűleg. A "Material Girl" első helyezést ért el a Hot Dance Club Songs kislemezlistán, de kevésbé volt sikeres a Hot R&B / Hip-Hop Songs listán, ahol a Top 40-be sem került be, és csupán a 49. helyezést sikerült elérnie. Az 1985-ös összesített listán a dal az 58. helyen végzett, és Madonna lett az év legjobb pop művésze. Kanadában a dal a 76. helyen debütált az RPM listán az 1985. február 16-i héten. Öt hét elteltével a 4. helyezést sikerült elérnie, ahol összesen 21 hétig tartózkodott. Az RPM összesített listáján a dal 1985-ben a 46. helyezett volt.
Ausztráliában a dal Top 5-ös slágerlistás helyezés volt, a 4. helyen.  Az Egyesült Királyságban a "Material Girl" 1984. március 2-án debütált a brit kislemezlista 24. helyén, majd rövid időn belül a 3. helyezést érte el. Összesen 10 hétig volt slágerlistás a dal. A dalt a brit Hanglemezgyártók Szövetsége ezüst helyezéssel díjazta az eladott 250.000 példányszámnak köszönhetően, azonban a hivatalos összesítések szerint a dalból 385.000 példányt értékesítettek. Európa szerte a dal Top 10-es helyezés volt, úgy mint Ausztria, Belgium, Írország, Hollandia, Spanyolország, valamint az Eurochart Hot 100-as listán is helyezést ért el. Németországban, Olaszországban, és Svájcban Top 30-es helyezést ért el a dal. Új-Zélandon, és Japánban a dal Top 5.  helyezés volt.

## Videóklip
A zenei videót Marilyn Monroe 1953-as filmjének, a Gentleman Prefer Blondes címűnek az egyik betétdala ihlette. A Monroe által elénekelt "Diamonds Are a Girl's Best Friend" című dalban szinte ugyanolyan ruhában adta elő a dalt, mint Madonna. A "Material Girl" című dalban Keith Carradine játszotta a Madonna iránti szerető szerepét. A videó elsőként mutatta be Madonna színészi képességét, mivel a "Diamonds Are a Girl's Best Friend" ("A Gyémántok a lány legjobb barátja") tánclépéseit egy olyan ember történetével kombinálta, aki Madonnára százszorszépekkel, nem pedig gyémántokkal hat. Madonna 1987-ben a New York-i Daily Newsnak nyilatkozott, és a következőket mondta:

A kedvenc jelenetem a Monroe filmben az, amikor a "Diamonds Are a Girl's Best Friend" című dalban táncol. Amikor eljött az idő, hogy klipet forgassunk a dalhoz, azt mondtam, hogy meg tudom csinálni úgy az egész jelenetet, ahogyan eredetileg a filmben volt, és tökéletes lesz. [...] Marilyn a dalban nem emberi lénnyé válik, és én teljesen át tudom ezt érezni. Szexualitásához mindenki vonzódott, és megszállottja volt. Voltak persze olyan dolgok a sebezhetőségében, melyre kíváncsi vagyok, hogy bevonzom-e őket.

A videóklipet 1985 januárjában készítették Hollywoodban, Kaliforniában a Ren-Mar Stúdióban. A klipet Mary Lambert rendezte, aki a "Like a Virgin" és "Borderline" klipeket is rendezte. A producer Simon Fields volt, a fényképész Peter Sinclair. Glenn Morgan koreográfiáját Kenny Ortega tökéletesítette a klip számára. Robert Wuhl színész és részt vett a videó megnyitóján. Az ékszere nagy része Connie Parente, a népszerű hollywoodi ékszergyűjtő gyűjteményéből származik.  A videó felvételén Madonna találkozott első férjével a színész Sean Pennnel.
A videóklip úgy kezdődik, hogy két férfi a hollywoodi stúdióban ül, és filmkockákat néz. A képernyőn Madonna énekel, és táncol a "Material Girl"-re, olyan öltözetben, mint Monroe. Az egyik férfi, akit Carradine játszik, rendező vagy producer, és rendkívül gazdag. Beleszeret a színésznőbe, és szeretné kifejezni vonzódását iránta. Azt mondja a Wuhl által játszott alkalmazottnak. "Fantasztikus [Madonna]. Sztár lehet belőle" A Wuh által játszott férfi pedig azt válaszolja: "Lehet, hogy így van, nagyszerű lenne. Nagy sztár lehet még belőle." Majd a beszélgetés azzal zárul, hogy a producer azt mondja: "Ő egy sztár George". Madonna egy rózsaszínű váll nélküli ruhában van, a haja szőke. A háttérben a Monroe videó rekonstrukciója látható, lépcsőkkel, csillárokkal, és több szmokingot viselő férfi táncossal. Madonna táncol, és énekel, miközben készpénzzel, drága ékszerekkel, szőrmékkel táncol és az emberek felemelik őt, és átviszik a lépcsőn. Egyszerre magához vonzza a férfiakat, akik rajonganak érte. Amikor a producer megpróbálja lenyűgözni Madonnát, megtudja, hogy a nő nem anyagias, hanem inkább az egyszerű romantikát részesíti előnyben. Úgy tesz, mintha szegény lenne, és vágott virágot hoz neki, és kölcsönvesz, vagy vásárol egy piszkos kamiont, vagy furgont, hogy randevúra vigye. Úgy tűnik a terve működik, mivel az utolsó jelenetben Madonna a férfivel csókolózik a teherautóban.
A "Material Girl" videójában Madonna kezdte elfogadni önmagát, amikor Monroe-hoz hasonlították. Az eredeti videóban Monroe kezében egy Vishnu hindu istenszobor látható. Georges-Claude Guilert Madonnát posztmodern mítosznak írja le, ugyanakkor a sztárság önkonstrukciója újraírja a szexet, a Monroe által keltett tüzes vágyat, valamint a rituális áldozatot szimbolizálta, mely félelmetesen előrevetítette Monroe korai 1962-es halálát. A videó végén megjelent Madonna rajongója, aki azt mondta, hogy Madonna miközben tiszteleg Monroe előtt, nem akar olyan áldozattá válni, mint ő, és a feminista posztmodern mítosz felé húz. Nicholas Cook megjegyezte, hogy a videó támogatta Madonna identitását a dalban, azzal a céllal, hogy a Madonna kép egy hiteles disco csillagzat. Lisa A. Lewis a nemek közötti egyenlőségről beszélt, és a politikáról. Majd elmondta, hogy Madonna a videóval elérte, hogy ritka megkülönböztetést kapjon, és a zeneszerzők elfogadták irodalmi közegként. A "Material Girl" az 1985-ös MTV Video díjkiosztón a Legjobb női videó kategóriában lett jelölve, de végül Tina Turner "What's Love Got to Do with It" című dala lett a nyerő. A videót a VH1 a 100 legnagyobb videók kategóriában az 54. helyre sorolta.

## Élő előadások
A "Material Girl" című dalt Madonna öt világturnéján adta elő. A The Virgin Tour előadásait a dal önparodáló előadásával fejezte be. Egy fehér melltartóban, és fehér szoknyában volt látható, kezében jegyzetekkel. Az előadás végén azt kérdezte a rajongóitól: "Mit gondoltok, anyagias lány vagyok?"...nem vagyok.... – Közben hamis pénzt dobott a közönség felé..- Nem kell a pénz...Szerelemre van szükségem". Az előadást a Madonna Live: The Virgin Tour tartalmazza.
Az 1987-es Who's That Girl világturnén Madonna közjátékként adta elő a dalt a "Dress You Up" és a "Like a Virgin" című dalokkal együtt. Egy bonyolult jelmezt viselt, melyet Dame Edna Everage ihletett. A viselet hamis gyümölcsökkel, virágokkal, és tollakkal díszített kalapból állt, valamint ékszerekkel, és egy fekete keretben lévő üvegszárnnyal, valamint egy fodros szoknyában, melyet órák, babák, és hálók borítottak. Carol Clrek szerint a ruha inkább nevetséges volt, mint humoros. A dal két különféle előadása létezik, mely az egyik a Who's That Girl: Live in Japan című kiadvány, melyet 1987. június 22-én rögzítettek, valamint a Ciao Italia: Live in Italy, melyet Torinoban rögzítettek 1987. szeptember 4-én.

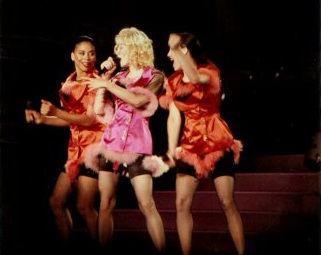
Madonna "Material Girl" előadása a Blond Ambition turnén Niki Haris és Donna De Lory társaságában. (1990)

Az 1990-es Blond Ambition turnén Madonna Niki Haris és Donna De Lory társaságában adta elő a dalt egy bolyhos köntösben, dollárjelekkel, és hajsütővel. Erős nyugati akcentussal énekeltek, majd a ruhájuk alatt egy nem túl előnyös rózsaszín ruhát mutattak meg, melyben táncoltak. Az előadás után Madonna a dollárjeleket a közönség felé dobta, hogy azt a közönség elkapja. Két különböző felvétel létezik az előadásból. Az egyik a Blond Ambition: Japan Tour 90, melyet Yokohamában rögzítettek 1990. április 27-én, illetve a Blond Ambition World Tour Live melyet Franciaországban augusztus 5-én vettek fel.
A Re-Invention World Tour 2004-es világturné dallistája a próbák alatt lett eldöntve, így az "I'm So Stupid" című dallal kezdődött a show, mely az American Life című albumról való, valamint a "Dress You Up" és "Material Girl" számok következtek. Később a "Dress You Up" és az "I'm So Stupid" című dalok kiestek a repertoárból. Ezért a "Material Girl" átkerült a műsor katonai szegmensének záró dalává, és egy elektromos gitárral előadott változattá alakult át. Madonna katonai ruhát viselt, és énekelt, miközben elektromos gitáron játszott. A háttérben matematikai egyenlegek jelentek meg DNS kódokkal együtt.
A dal minimális elemeit beillesztették a "Girl Gone Wild2 élő előadásaiba a The MDNA Tour-on 2012-ben. A "Material Girl" bekerült a Rebel Heart Tour (2015–2016) utolsó részébe. Madonna erre egy parti ihletésű jelmezen dolgozott Jeremy Scott tervezővel. Madonna eredetileg egy 1920-as évek beli ruhát akart volna fellépőruhaként, azonban végül Scott meggyőzte, és egy több ezer Swarovski kristály által díszített ruhát választottak. Az előadáson Madonna előadta a Music című 2000-es dalát, egy kicsit másképpen, jazz elemekkel, majd elkezdte a "Material Girl"-t énekelni úgy mint a videóklipben. A dal vége felé Madonna megváltoztatta a koreográfiát, és arra késztette a táncosokat, hogy essenek le a lépcsőn. Az előadás azzal ért véget, hogy az énekesnő menyasszonyi fátyol alatt lefelé sétál egy fehér csokorral a kezében, melyet végül a tömegbe dob. Az élő előadást Sydney-ben rögzítették az Allphones Arénában 2016. március 19-20-án az énekesnő ötödik, Rebel Heart Tour című koncertlemezére.

## Hatása
A dal megjelenése után a "Material Girl" ("anyagias lány") jelzővel ihlették Madonnát, aki gyakran megjegyezte: "Ha tudtam volna ezt, valószínűleg soha nem rögzítettem volna a dalt". A videó elkészítése után Madonna azt mondta, hogy soha nem akarta magát Monroe-val összehasonlítani, annak ellenére, hogy Hollywoodi ikonként jelent meg, különösen Marilyn számos aláírása alatti fotókat összevetve, nevezetesen a Vanity Fair 1991-es kiadásában.  A dalról Madonna azt mondta J. Randy Taraborrelli számára: 

Nem tudok úgy tenni a dallal és a videóval kapcsolatban, mintha nem az enyém lenne, mivel minden bizonnyal fontosak voltak a karrierem során. Azonban a média egy kifejezésen lovagol, és félreért sok dolgot. Nem én írtam a dalt, de a videó arról szól, hogy a lány miként utasította el a gyémántokat és a pénzt. Amikor 90 éves leszek, akkor is "anyagias lány" leszek. Például Lana Turner "pulóverlány" volt egészen haláláig.

A tudósok az anyagias kifejezést páratlanul elemezték, mert szerintük a materialista a helyes szó. Azonban ez problémákat okozott volna Madonna és a dalszerző Brown számára a sokoldalúság szempontjából. Guilbert megjegyezte, hogy a "Material Girl" megszabadított egy bizonyos típusú női ideált, a dalszöveg értelmezése végett. Cook azt mondta, hogy a dal jelentése és hatása nem a videó körül forog, hanem a dalban lévő szövegek adják. Hatása később különféle csoportok között is létrejött, úgy mint a nők és férfiak, a melegek és a heterók, valamint az egyetemet végzettek, és a tizenévesek között.
1993-ban konferenciát tartottak a Kaliforniai Egyetemen, Santa Barbarában. Témája: Madonna feminista ikon vagy anyagias lány? A konferencián mindenki ezen töprengett, és arra a következtetésre jutottak, hogy Madonna feminizmusának kérdését nem könnyű eldönteni. A feministák egy része elhagyta a konferenciatermet, hivatkozva arra, hogy nem gondolták meg magukat, és kitartanak állításuk mellett. Ez olyan volt, mint a 90-es évek végén az Egyesült Államokban népszerűvé vált "New Age" lelkiség. Madonna megpróbálta elkerülni, hogy az "anyagias lány" jelzővel illessék, és saját szellemi törekvések felé irányult. Az olyan folyóiratok, mint a The Times vagy Advocate "Ethereal Girl" ("Földöntúli lány")-nak nevezte, illetve "Spiritual Girl" ("Spirituális lány") jelzővel is illették.

## Feldolgozások
A dal zenei alapján a The Jacksons "Can You Feel It" című dala ihlette. A Madonna féle változat után számos előadó feldolgozta a dalt, így 1998-ban a Tamperer feat. Maya nevű előadók az "If You Buy This Record (Your Life will be Better) átiratot készítették el. 1992-ben az Orbital nevű csapat használt hangmintát a dalból. 2000-ben a Girl Talk nevű lánycsapat készített egy feldolgozást.